# Institut Rossellonès d'Estudis Catalans
Institut Rossellonès d'Estudis Catalans (IREC) fou una associació creada el 10 de juny de 1968 per un grup de persones del Grup Rossellonès d'Estudis Catalans, encapçalades per Elisabet Oliveres i Renat Llech-Walter que consideraven que el GREC havia deixat de ser apolític. Nomenaren president honorari Pere Pagès, però Elisabet Oliveres fou la presidenta efectiva fins a la seva mort el 1973. El seu òrgan era la Revista Catalana.
Té per finalitat l'estudi, la divulgació, la protecció i l'ensenyament de la llengua i de la cultura catalanes al Rosselló. Manté molt bones relacions amb el felibritge i forma part de Defensa i Promoció de les Llengües de França.